# Georg Steller (1906–1972)
Georg Steller (ur. 14 maja 1906 w Janowcu, zm. 10 kwietnia 1972) – niemiecki historyk i meteorolog.

## Życiorys
Syn rolnika Adolfa i Idy z domu Werner. W latach 1912–1915 G. Steller uczęszczał do szkoły podstawowej w Chichach. Zgodnie z zamiarem rodziców miał przejąć w przyszłości gospodarkę, rozpoczął więc naukę w szkole rolniczej w Legnicy. W 1919 roku  przeniósł się jednak do legnickiego liceum, w którym w 1925 roku zdał maturę. W latach 1925–1930 studiował matematykę, fizykę i geografię na uczelniach w Dreźnie, Berlinie, Heidelbergu i we Wrocławiu. W 1930 i 1932 roku we Wrocławiu zdał egzaminy na kolejne stopnie nauczycielskie.
Lata 1932–1934 przepracował jako nauczyciel w gimnazjum w Chojnowie. Uczył także w liceum jeleniogórskim oraz w szkole im. Laube`go w Szprotawie. Od 1935 roku przez kilkanaście miesięcy pracował w kuratorium w Bolesławcu. Natomiast okres 1938–1945 to etat w gimnazjum żagańskim, chociaż w rzeczywistości podczas II wojny światowej pełnił funkcję meteorologa w okręgowych stacjach meteorologicznych, między innymi w Dreźnie, Wrocławiu, pod Kijowem i Charkowem oraz na lotnisku w Szprotawie. Od 1946 roku ponownie nauczał; najpierw w Magdeburgu, potem w Tangerhütte, Tangermünde, Düsseldorfie.

## Wykaz niektórych opracowań
- Dorf u. Rittergut Wichelsdorf
- Machenau u. Deutschmachen
- Bauerndorf u. Heidestädtchen, zwei Untersuchungen über Ebersdorf u. Freiwaldau im Gebiet Sagan-Sprottau
- Alte Papiermühlen in den Kreisen Sagan u. Sprottau
- Zwei Dorfstudien aus Westschlesien Hartau u. Langheinersdorf Kr. Sprottau
- Rückersdorf Kr. Sprottau, Die Geschichte des Ortes u. seiner Kirche
- Der Gutshof auf der Fürstentumsgrenze u. der Girbigsbach als Zankapfel
- 700 Jahre Girbigsdorf
- Das Johnsdorfer Schloss auf dem Schlossgut Girbigsdorf
- Dittersbach bei Sagan
- Beschreibung der schlesischen Kreise Sagan u. Sprottau, razem z K. Handke
- Unsere Sagan-Sprottauer Heimat, razem z F. Matuszkiewiczem
- Die friderizianische Siedlung Reussenfeldau Kr. Sprottau
- Arthur Heinrich, der Saganer Heimatforscher
- Die Bauern des Fürstentums Sagan um 1700
- Graf Promnitz-Sorau contra Saganer Regierung
- Kastellanei und Stadt Sagan
- Der Adel des Sorauer Weichbildes um die Wende des 15. Jahrhunderts
- Mit Soldaten und Schusswaffen auf evangelische Kirchgänger
- Die Zufluchtskirche Ablaßbrunn
- Das Fürstentum Sagan vor und nach dem Dreißigjährigen Kriege
- Die Saganer Schuster und Schneider kämpfen um ihr Recht
- Rückersdorfer Bauern kämpfen!